# Stefan Zauner

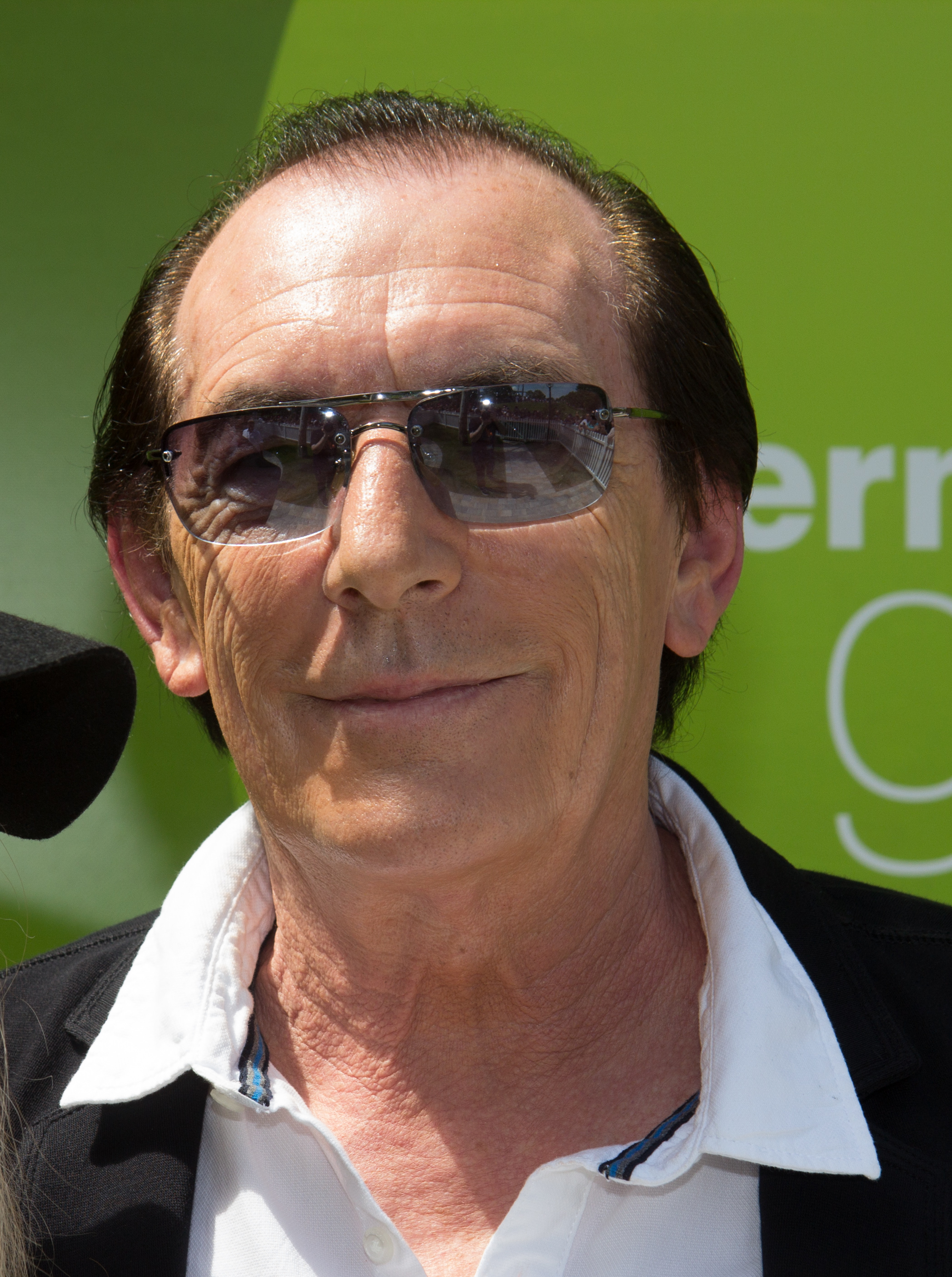
Stefan Zauner (2018)

Stefan Zauner (* 30. Juni 1952 in Göttingen) ist ein deutscher Musiker, Komponist und Musikproduzent. Bekannt wurde er als Sänger der Band Münchener Freiheit.

## Leben
1952 wurde er als Sohn des Filmregisseurs und späteren Science-Fiction-Autors Georg Zauner geboren. Nach dem Schulabschluss wechselte Zauner auf Grafikschulen in München und Basel und arbeitete anschließend als freier Grafiker. Von 1991 bis 2009 lebte er auf Ibiza. Seither hat er sich im bayerischen Töging am Inn niedergelassen. 2012 heiratete Zauner zum zweiten Mal und arbeitet auch musikalisch mit Petra Manuela. Seine erste Frau Birgit starb 2002 an einer Lungenentzündung.

## Musikalische Karriere
Erste musikalische Erfahrungen sammelte er zusammen mit dem Komponisten und Musikproduzenten Harold Faltermeyer, mit dem er in München in einer Beat-Band spielte.
Zauner war in den 1970er Jahren Mitglied der legendären Krautrock-Formation Amon Düül 2. In den 1970er Jahren entstanden auch erste Soloalben, darunter das derzeit nicht als CD erhältliche Prism & Views, das der Keyboarder der Progressive-Rock-Band Dream Theater, Jordan Rudess, in einem Feature der Musikerseite Musicradar im Mai 2012 zu den zehn besten Progressive-Rock-Alben aller Zeiten rechnete.

### Münchener Freiheit
1980 gründete Stefan Zauner mit Aron Strobel die Band Münchener Freiheit und übernahm nicht nur den Part des Sängers, sondern komponierte und produzierte gemeinsam mit Strobel auch die meisten Stücke. Spätestens seit dem Album Herzschlag einer Stadt, das 1984 erschien, und regelmäßigen Auftritten in der ZDF-Hitparade gehörte die Gruppe zu den bekanntesten Pop-Bands in Deutschland. Mit Singles wie Ohne dich (schlaf ich heut Nacht nicht ein), aber auch ihren Alben, erzielte die Gruppe immer wieder Platzierungen in den Charts. Im Jahr 1993 erreichte Zauner mit der Münchener Freiheit beim Eurovision Song Contest den 18. Platz für Deutschland. Bis 2010 veröffentlichte er mit der Formation 20 Studioalben, darunter auch drei englischsprachige Alben. Im November 2011 wurde bekannt, dass er die Band verlassen hatte, um sich zukünftig eigenen Projekten zu widmen.

### Deuces Wild
1991 nahm Zauner zusammen mit Aron Strobel unter dem Namen Deuces Wild das Album Living in the Sun auf. Die erste Single This Boy, eine Coverversion des gleichnamigen Beatles-Titels erreichte Platz 80 der deutschen Charts. Damit die Verbindung zu der Münchener Freiheit nicht direkt klar wurde, übersetzte Stefan Zauner seinen Namen wörtlich ins Englische und nannte sich Steven Fencer, Aron Strobel hingegen spiegelte seinen Namen und trennte ihn geschickt. Daraus entstand sein Pseudonym Nora Le Borts.

### Solokarriere
Nachdem er in den 1970er Jahren bereits zwei Soloalben aufgenommen hatte, veröffentlichte er 1995 wieder – diesmal unter dem Namen S.O.L. – ein Soloalbum. Auf Some Other Language wirkten unter anderem Queen-Gitarrist Brian May und die Band The Hooters (als Sänger) mit. Auch hier war Armand Volker maßgeblich beteiligt. Drei Titel wurden später mit deutschen Texten von der Münchener Freiheit aufgenommen. Nach dem Ausstieg bei der Münchener Freiheit folgten die Alben Zeitgefühl (2012), FABELhaft (2014), Mensch, ärgere Dich nicht (2016) und die Kompilation So weit, so gut (2017). Auf allen Alben wirkt seine Ehefrau Petra Manuela als Sängerin mit. Im Mai 2019 erschien das Album Persönlich. In dem 2020 erschienenen Album Die Freiheit nehm ich mir nahm Stefan Zauner eine Auswahl älterer Titel der Münchener Freiheit mit zum Teil anderen Arrangements neu auf.

### Zusammenarbeit mit anderen Künstlern
Mit folgenden Künstlern hat Zauner u. a. zusammengearbeitet:
| Künstler                  | Funktion                  | Titel                                  | Jahr      |
| ------------------------- | ------------------------- | -------------------------------------- | --------- |
| Artists United for Nature | Sänger                    | Yes We Can (Single)                    | 1989      |
| Charade                   | Produzent, Komponist      | Charade (Album)                        | 1992      |
| Die Fantastischen Vier    | Backing Vocals            | Ernten was wir säen (Single)           | 2007      |
| Jasmin Wagner             | Remixer, Backing Vocals   | Gib mir noch Zeit (Single)             | 1997      |
| Joy & The Hitkids         | Komponist                 | Feelin’                                | 1969      |
| Maggie Reilly             | Produzent, Komponist      | Echoes (Album)                         | 1992      |
| Nicki                     | Komponist                 | Endlich bist du da (Song)              | 1986      |
| Nicole                    | Komponist                 | Gib dich nicht auf (Song)              | 2001      |
| Orlando Riva Sound        | Komponist                 | Moonboots (Single)                     | 1976      |
| Isabel Varell             | Komponist, Produzent      | Alles neu (Album) und einzelne Singles | seit 2011 |
| Virginia Jetzt!           | Arrangeur, Backing Vocals | Blühende Landschaften (Album)          | 2009      |

## Diskografie (Solo)

### Alben
- 1976: Narziss
- 1978: Prism & Views
- 1995: Some Other Language (als „S.O.L.“)
- 2012: Zeitgefühl
- 2014: FABELhaft
- 2016: Mensch ärgere Dich nicht[4]
- 2019: Persönlich (mit Petra Manuela)
- 2020: Die Freiheit nehm ich mir
- 2023: Zeitsprung
- 2025: Gedankenspiel

### Singles
- 1978: Hooked On The Groove
- 1995: Gumbayea (als „S.O.L.“)
- 1995: Something For Beginners (als „S.O.L.“)
- 2012: Tick Tack (feat. Petra Manuela)
- 2012: Liebe besiegt die Zeit
- 2012: What About Time? (als „Random Heart“)
- 2013: Wunderbar
- 2013: Man kann
- 2014: Fang an (feat. Petra Manuela)
- 2014: Wenn der Tag beginnt (feat. Petra Manuela)
- 2014: Nur mit ihr (geht die Sonne auf)
- 2014: Wir werden seh’n (feat. Petra Manuela)
- 2015: Das was man am meisten will (feat. Petra Manuela)
- 2015: Die Odyssee geht weiter (feat. Petra Manuela)
- 2016: So wie wir leben (feat. Petra Manuela)
- 2017: Da ist Licht (feat. Petra Manuela)
- 2018: So weit, so gut (feat. Petra Manuela)
- 2019: Wie geplant (feat. Petra Manuela)
- 2019: Finde keine Worte (feat. Petra Manuela)
- 2019: Jetzt und hier (feat. Petra Manuela)
- 2020: Lass mich nie mehr los (feat. Petra Manuela)
- 2021: Dass du nie mehr vergisst (feat. Petra Manuela)
- 2021: Tut so gut (feat. Petra Manuela)
- 2023: Blumen säen (feat. Petra Manuela)
- 2023: Das ist neu (feat. Petra Manuela)
- 2023: Ich lasse los (feat. Petra Manuela)
- 2025: Völlig durchdrehn (feat. Petra Manuela)